# Sergio Parisse
Sergio Parisse, född 12 september 1983 i La Plata, Argentina, är en italiensk rugbypelare. Han spelar åttondeman och är lagkapten för Stade Français i den franska Top 14-ligan och även för det italienska landslaget.